# Lawrence F. Scalise
Lawrence F. Scalise (25 de abril de 1933-12 de junio de 2015) fue un político y abogado estadounidense en el estado de Iowa. Se desempeñó como fiscal general de Iowa de 1965 a 1966, como demócrata. Asistió a la Universidad de Iowa. Murió en 2015.